# جاي بايك (مسلسل)
جاي بايك هو مسلسل تلفزيوني كوري جنوبي من بطولة لي سيو جين وسونغ جي هيو.عرض المسلسل على قناة ام بي سي في الفترة من 23 يوليو حتى 22 نوفمبر 2011.

## الانتاج
تم تصوير المسلسل في مقاطعة غيونغي.

## روابط خارجية
جاي بايك على موقع IMDb (الإنجليزية)
- جاي بايك على موقع كينوبويسك (الروسية)
- جاي بايك على موقع قاعدة بيانات الفيلم (الإنجليزية)